# 용자특급 마이트가인
《용자특급 마이트가인》(勇者特急マイトガイン)은 선라이즈 제작 로봇 애니메이션 시리즈인 용자 시리즈의 4번째 작품이자, 다카마츠 용자 시리즈 3부작 중 첫 번째 작품이다. 1993년에 제작되었으며 총 47화이다.
대한민국에서는 47화중 7개 에피소드가 빠진 총 40화로 수입이 허가되어 (주)손오공이 KBS 영상사업단에 녹음제작을 하였다. 1997년 12월 1일에 VHS 비디오를 발매하여 전국 대여점에 배포되었지만, TV 방송이 이루어지지 않은 탓에 인지도가 거의 없다시피 하였고, 이로 인해 대여실적이 좋지 못해 수면 아래로 가라앉는 듯 했다. 그러나 KBS 2TV를 통해 2000년 3월 27일부터 7월 5일까지 방송되면서 인기몰이를 하였고, 손오공이 야심차게 내놓았던 관련 상품들이 무려 2년이 넘어서야 비로소 큰 실적을 기록하게 되었다. 참고로 비디오의 경우 '용사특급 마이트가인'이었으나 KBS 방영분은 '마이트가인'으로 제목이 조정된 점과 오프닝 화면 중 일부가 바뀐 것을 제외하면 비디오판과 KBS 방영분은 동일하다.

## 원판 성우진
센푸지 마이토 - 히야마 노부유키
하마다 마즈히코 -  키쿠치 마사미
아오키 케이이치로 -  키시노 카즈히코
마츠바라 이즈미 - 아마노 유리
요시나가 사리 - 야지마 아키코
요시나가 테츠야 - 아마노 유리
볼프강 박사 - 사토 마사하루
라이바루 죠 - 미도리카와 히카루
에그제브 - 스가와라 마사시
퍼플 - 스즈키 카츠미
호이 코우 로우 - 시마카 유우
블랙 느와르 - 마야마 아코
쇼군 미후네 - 야나다 키요유키
이히 - 야마시타 케이스케
리베 - 스즈키 카츠미
디히 - 카와즈 야스히코
센푸지 유지로 - 사와 리츠오
오사카 지로 - 마키시마 나오키
센푸지 아키라 - 타케무라 히로시
센푸지 루리코 - 하라 에리코
오자와 쇼이치로 - 카케가와 히로히코
오드리 - 나츠키 리오

## 한국판 성우진
리키 마이트 : 강수진
제이 스미스 & 리베 & 가드다이버  : 한호웅
셀리 테일러 & 카트리느 비통 : 송도영
마이트가인 : 이규화
켈리 & 토미 테일러 & 클레어 마이트 & 오드리 : 배정미
알버트 : 김규식
리차드 마이트 & 프랭크 스탤론 & 드릴다이버 : 김소형
에이스 죠 & 라이온범버 & 배틀범버 & 쟈니 마이트 & 디히 & 퍼플 : 구자형
이히 & 마틴 & 호이 코우 로우 : 노민
넬슨장군 & 제트다이버 : 김정호

## 방영목록
제1화 등장 마이트가인
제2화 탄생 범버스
제3화 긴급출동 다이버스
제4화 대통령을 지켜라
제5화 숙명의 라이벌
제6화 무서운 화염공격
제7화 할아버지의 위기
제8화 공포의 룰렛게임
제9화 끈질긴 집념
제10화 살로스의 반지
제11화 황야의 전투
제12화 범버스의 최후
제13화 블랙가인
제14화 부활 베틀범버
제15화 젊음의 약
제16화 거대한 음모
제17화 용사특급 비밀지령
제18화 아름다운 악의 꽃
제19화 비룡 대 마이트가인
제20화 등장 마이트 카이저
제21화 퍼플의 음모
제22화 악몽의 공포
제23화 창룡 대 마이트가인
제24화 붉은 안개의 공포
제25화 탄생 그레이트 마이트가인
제26화 용사의 휴일
제27화 우정의 합체
제28화 탄환특급 마이트거너
제28화 귀여운 여도둑
제29화 무서운 꿈
제30화 거대한 호박의 습격
제31화 나비의 꿈
제32화 마이트가인의 비밀
제33화 공룡의 비밀
제34화 검은 전율
제35화 정의의 5단공격 조인트 드래곤파이어
제36화 악마의 원령
제37화 위기의 크리스마스
제38화 세계정복작전
제39화 절망의 탈출

제40화 (마지막회) 최후의 대결
| 이전 전설의 용자 다간 | 제4대 용자 시리즈 1993년 1월 30일 ~ 1994년 1월 22일 | 다음 용자경찰 제이데커 |